# Béinchen

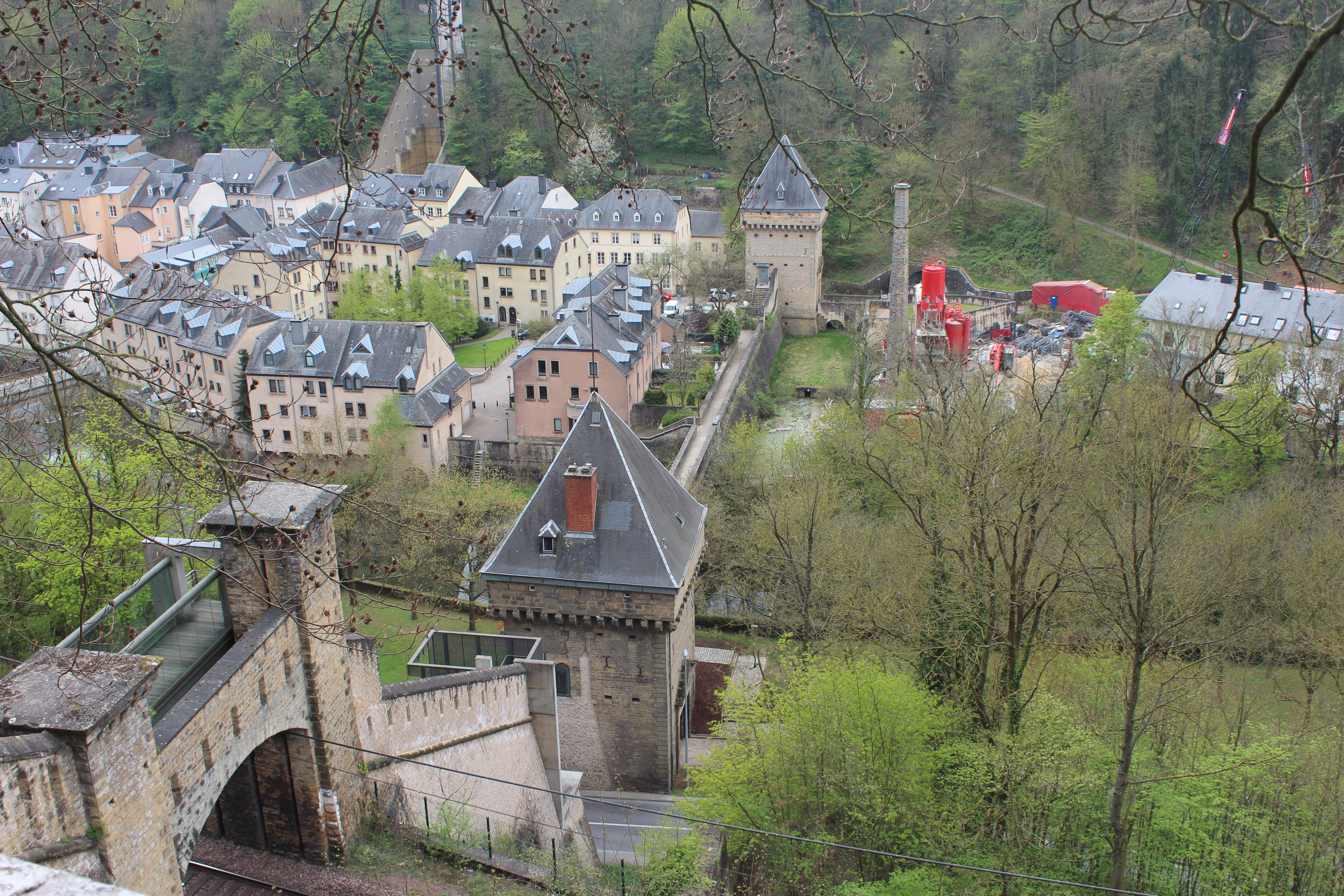
Die Vauban-Türme und die Brücke „Béinchen“ im Festungswerk

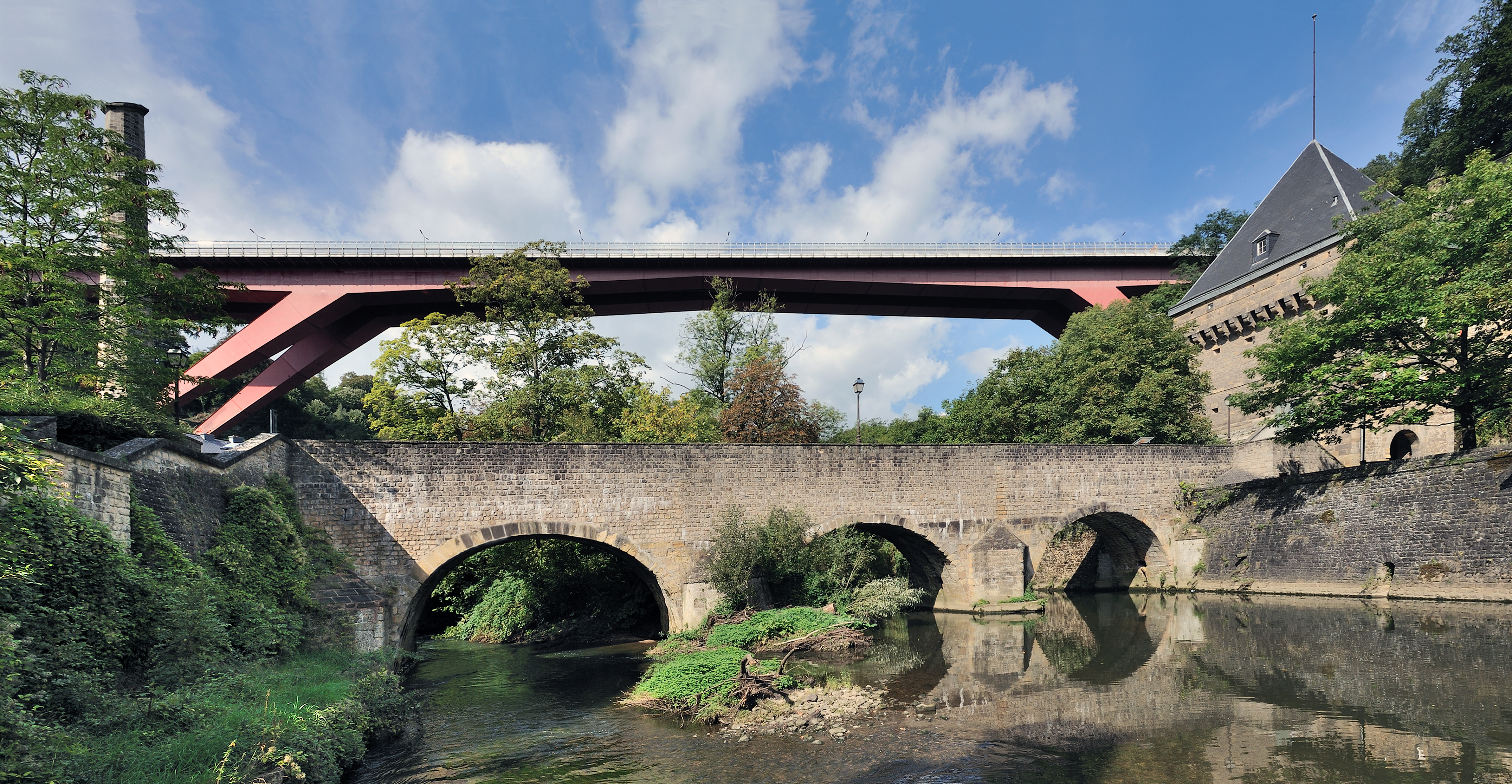
Béinche von der Alzette aus gesehen, mit der Roten Brücke. Rechts das Siechentor, links der Kamin des ehemaligen Pumpwerkes, das Quellwasser aus dem Pfaffenthal in die Oberstadt pumpte

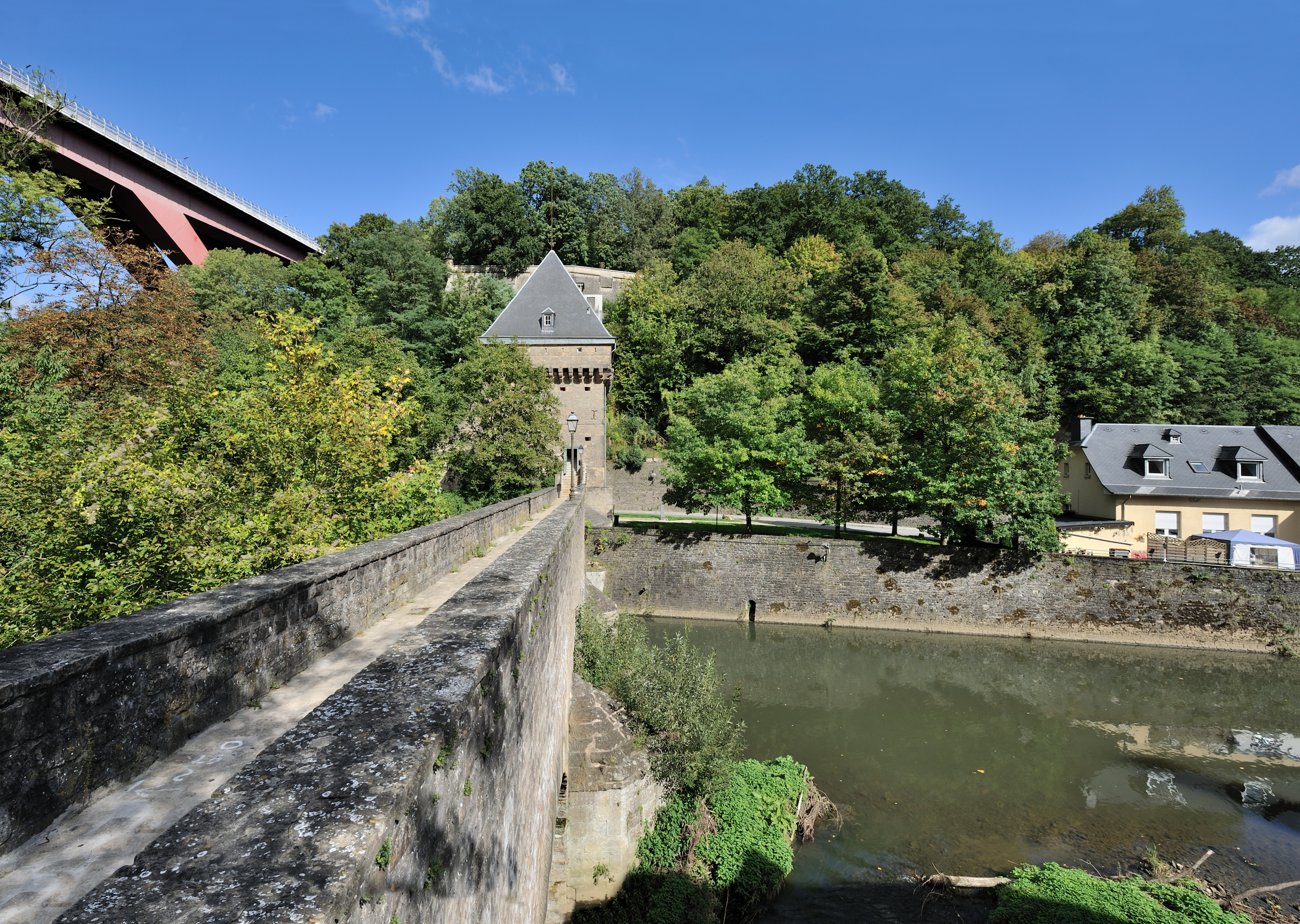
Der Fußweg über das Béinchen. Hinten im Bild: das Siechentor.

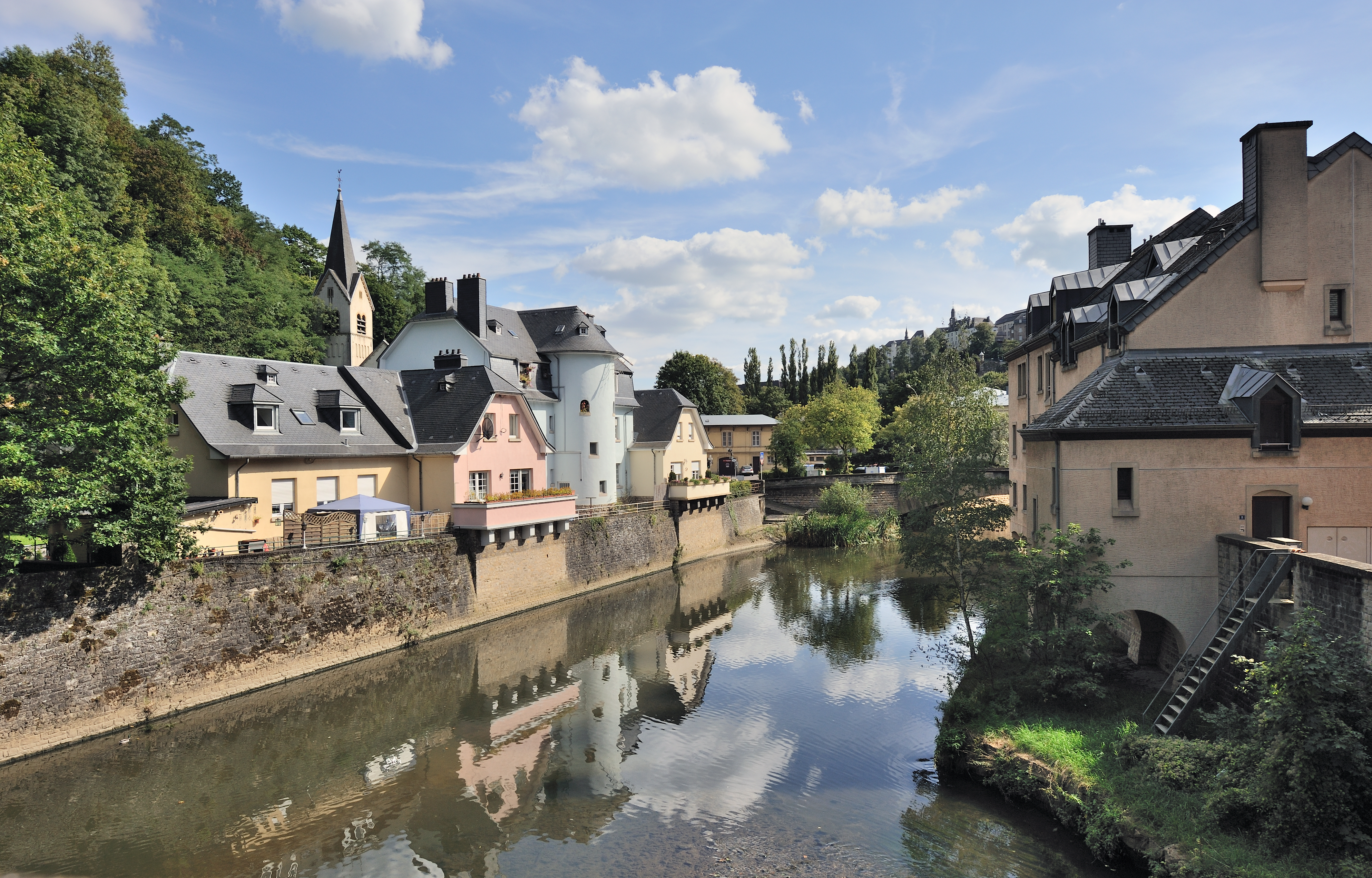
Die Alzette von Béinchen in Richtung Pfaffenthaler Kirche. Rechts das Qurtaier: beim Béinchen.

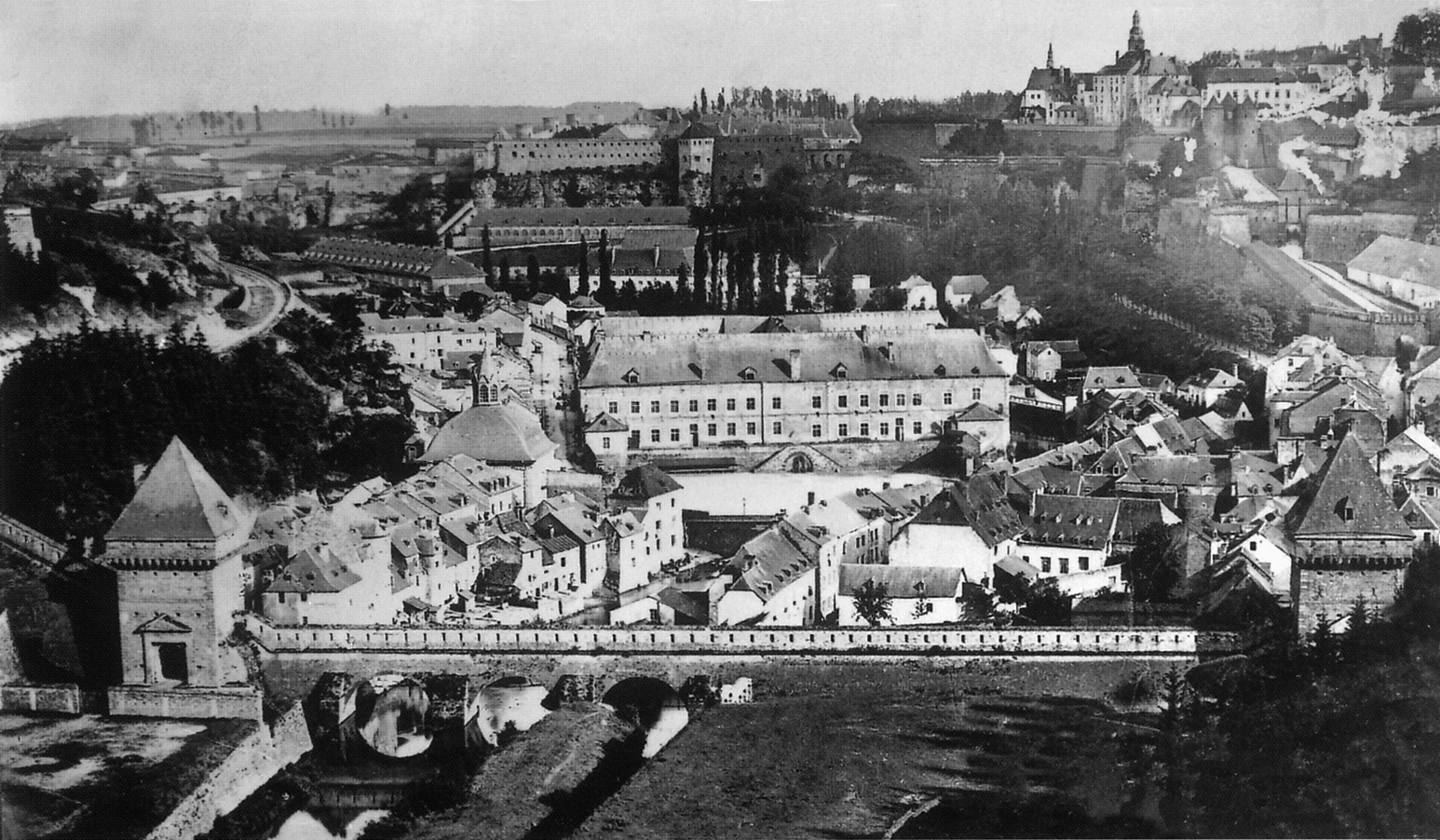
Ein Bild des Pfaffenthals 1868. Links das Siechentor, rechts das Eichertor.

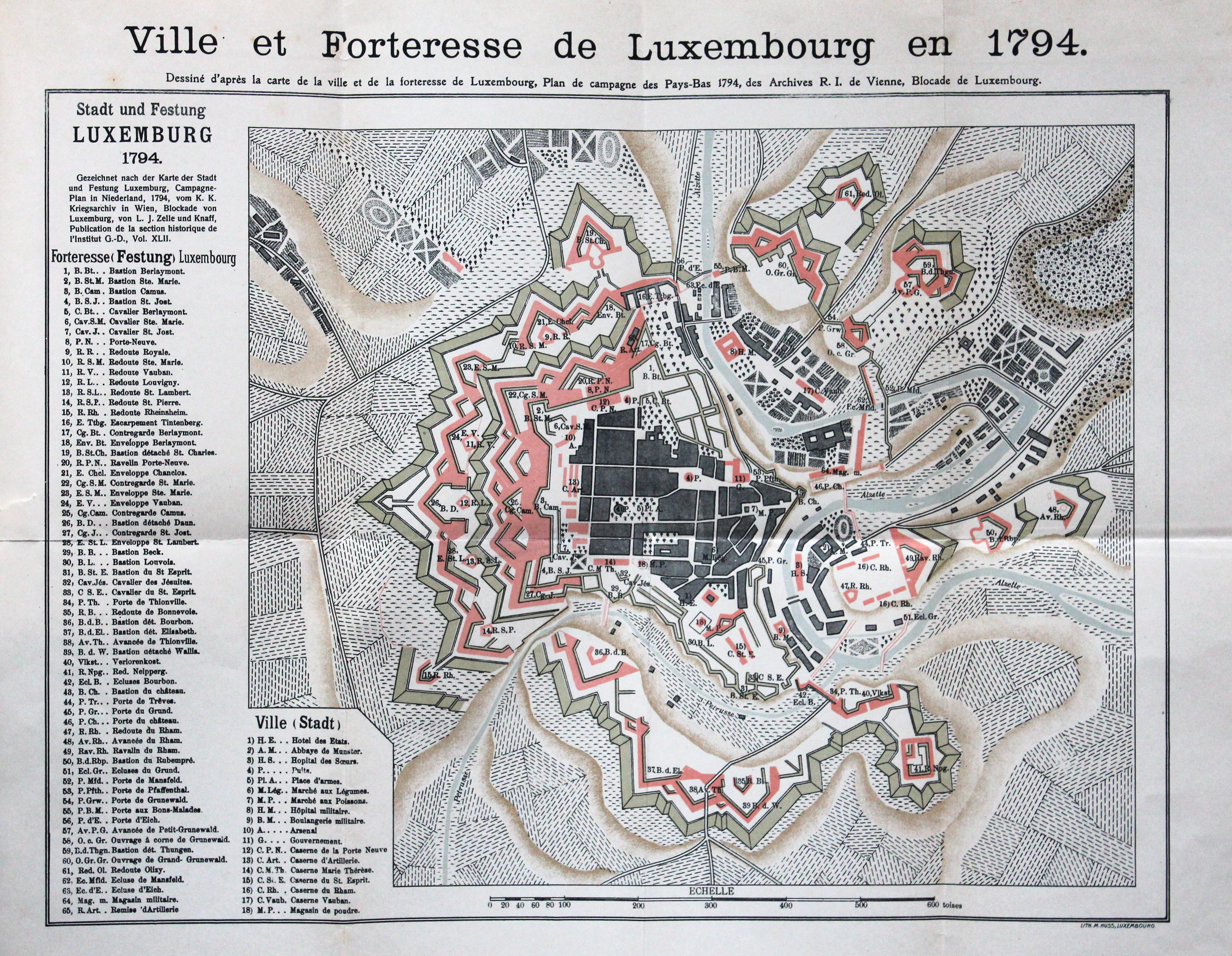
Festungsplan 1794, im Norden die beiden Vauban-Türme (im Plan als Nr. 55 und Nr. 56 bezeichnet)

Als Béinchen (dt.: Beinchen) wird eine steinerne Fußgängerbrücke in der Stadt Luxemburg (lux.: Stad Lëtzebuerg) bezeichnet, die sich nördlich der Stadt, zwischen dem Torturm Siechentor (lux.: Sichepaart; franz.: Porte des Bons-Malades) und dem Torturm Eichertor (lux.: Eecherpaart; franz.: Porte d’Eich) befindet und die Alzette überquert. Ursprünglich handelte es sich eine Abschluss- und Verbindungsmauer mit hölzernem Wehrgang in der Mitte über eine Länge von etwa 100 Metern und mit drei Feldern. Diese Abschluss- und Verbindungsmauer war zur Zeit der Festung Luxemburg vor 1876 militärisch befestigt und mit Schießscharten versehen und ein Teil der äußeren Festungsmauer. Die ursprüngliche Mauer wurde als Sperrriegel im Pfaffenthal (lux.: Pafendall) 1684 nach den Plänen des französischen Festungsbauer Sébastien Le Prestre de Vauban über die Alzette errichtet.
Nach der Schleifung der Festung Luxemburg nach 1867 wurde diese Verbindungsmauer zu einer öffentlichen Fußgängerbrücke umgebaut.

## Name
Die Brücke hat den Namen Béinchen von den drei Brückenbogen (lux.: Bou bzw. Boubréck iSv Bogen bzw. Bogenbrücke). Der Volksmund nannte die Vauban-Brücke dann in weiterer Folge Béinchen.

## Aussehen und Funktion
Die Abschluss- und Verbindungsmauer bzw. Verteidigungsmauer bestand aus zwei etwa 3 Meter hohen Mauern, je eine flussauf- und eine flussabwärts. In der Mitte ein hölzerner Laufsteg. Die Mauern hatten Schießscharten. Bei Bedarf wurden bei den Brückenbogen zu Alzette ein Gitter aus Eichenholz herabgelassen, um so zu verhindern, dass jemand in die Stadt eindringen konnte bzw. diese über den Fluss verlassen konnte.
Nachdem ab 1867 die Festung Luxemburg geschleift wurde, wurden die Mauern auf etwa 1 Meter abgesenkt.
Auf Initiative des Service des sites et monuments nationaux wurde in den 1990ern das Béinchen, die Gräben, die Tortürme (Vauban-Türme) und das Ravelin vor dem Eichertor restauriert. Seither besteht auch die Möglichkeit, diese Bauwerke im Rahmen einer geführten Besichtigung kennen zu lernen.

## UNESCO-Weltkulturerbe
Seit 1994 stehen das Béinchen und die Vauban-Türme zusammen mit den anderen Überresten der ehemaligen Festung Luxemburg auf der UNESCO-Liste des Weltkulturerbes.

## Beim Béinchen
Beim Béinchen ist der Name eines Quartiers neben dem Béinchen auf der linken Seite der Alzette. Ein ganzer Häuserblock wurde am 30. Mai 1976 durch die Verpuffung von Benzingasen aus der Kanalisation schwerstens beschädigt. Drei Menschen starben bei diesem Unglück. Um 1986 wurde das Quartier wieder aufgebaut.